# Kobojsarna
Kobojsarna är en svensk musikergrupp från Malmö som bildades 2003 men började spela på allvar under 2006. Gruppen bestod fram till 2010 av tre män födda 1986, Mikael Collin (före detta Danielsson), Emil Carlin och Richard Mellberg (före detta Pettersson). Pettersson lämnade gruppen under 2010. Gruppen har hittills släppt tre fysiska singlar. Den första singeln, Sång om ingenting, släpptes 2006, och blev en hit i Sverige. I slutet av 2006 släpptes även "Jag Vet Att Du Vill Ha Mig" som blev en hit i Norge och där vann årets Russelåt. De är signade på skivbolaget Warner Music Sweden.
De har under sin karriär spelat in två musikvideor, varav Jag vet att du vill ha mig gjordes av Kobojsarna själva. De har även gjort en remix av Markoolios Emma, Emma och blivit remixade av artister som Richi M och Ali Payami. Richi M har även mixat "Sång om Ingenting".
Kobojsarna är den enda gruppen hittills att vinna "Årets låt" (Russelåt) i Norge två gånger, och dessutom två gånger i rad. De vann både 2007  med Sång Om Ingenting och 2008 med Jag Vet Du Vill Ha Mig. 2011 kom de på andra plats med La Perla.
De producerar sin musik i sin studio Northlane Studio i Malmö med programmet Ableton Live men arbetade tidigare med Propellerheads Reason.
Kobojsarnas sång Studentsången är en av Sveriges mest spelade studentlåtar under examensperioden i Sverige.
Kobojsarna har i genomsnitt 175 000 lyssnare på Spotify varje månad med mer än 71 miljoner strömmar totalt på Spotify.

## Musikalisk karriär
Under 2006, före Facebook och Spotify, skapade Kobojsarna "Sång om Ingenting" och laddade upp låten på sin egen hemsida utan att tänka att den någonsin skulle spelas på radio. På mindre än två veckor hade låten blivit nedladdat över 35 000 gånger. Efter det började skivbolagen att ringa till dem och kort därefter släpptes deras låt på Warner Chappell Music. "Sång om ingenting" släpptes i slutet av 2006 och nådde plats nummer 22 i Sverige medan den var på första plats på den svenska radiostationen NRJ och även på Top 7-listan i över 8 veckor. Låten fanns även på den svenska topplistan i 13 veckor. Deras första framträdande någonsin var på Sveriges Television i programmet Bobster.  

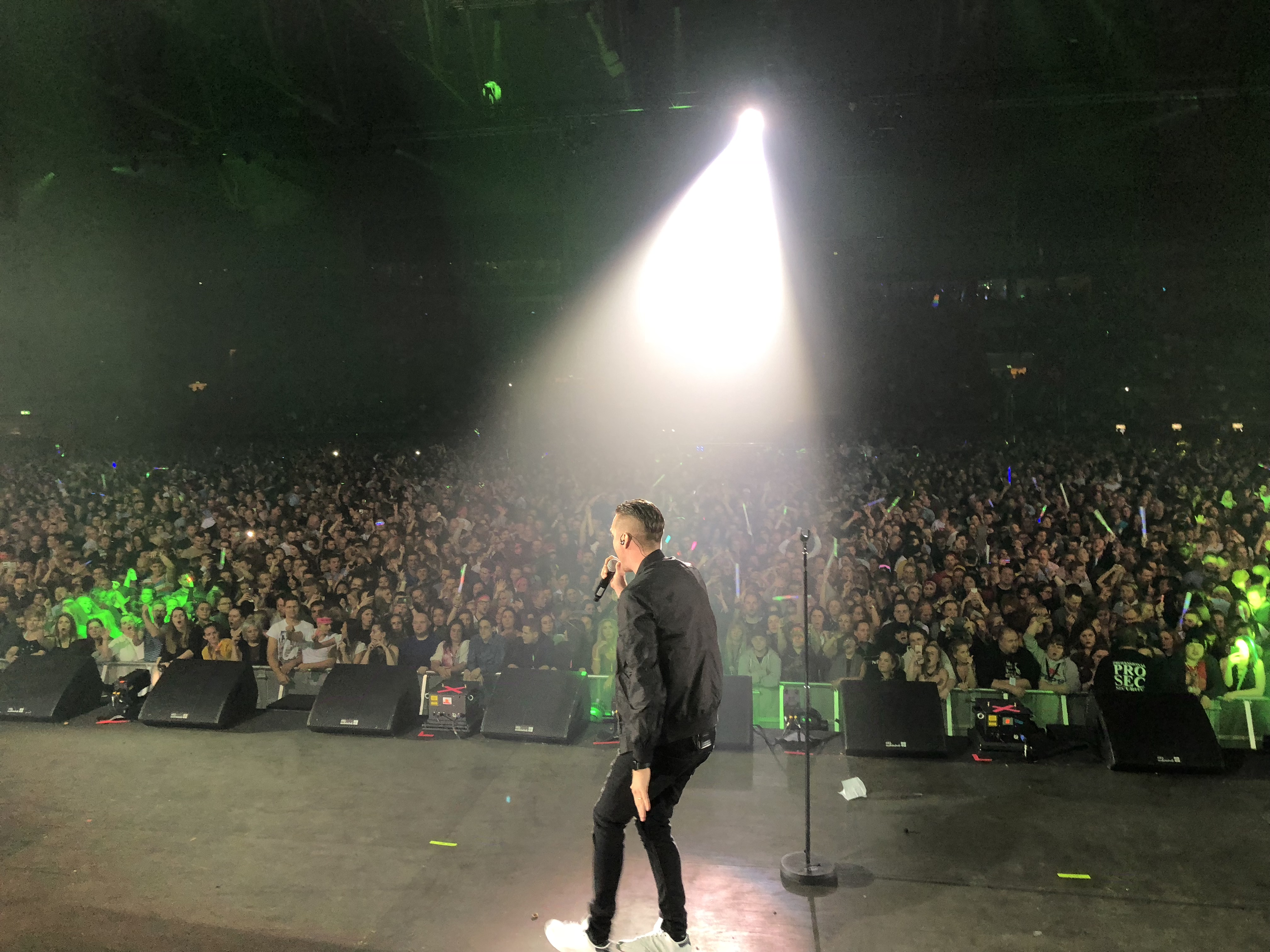
Kobojsarna på We Love The 2000s i Telenor Arena, Oslo 2018

Under 2007 vann Kobojsarna "Årets låt" i Norge med "Sång om Ingenting". Året innan var den enda andra svenska artisten att vinna Basshunter, som vann 2006 med Boten Anna. År 2008 vann de igen, som den första gruppen att vinna två gånger. Dessutom blev Kobojsarna den första gruppen någonsin att vinna två gånger i rad. År 2011 kom de på andra plats med sin låt "La Perla".

## Diskografi

### Singlar
| Tidpunkt för singelsläpp | Titel                      | Album |
| ------------------------ | -------------------------- | ----- |
| December 2006            | Sång om ingenting          | -     |
| Maj 2007                 | Studentsången              | -     |
| November 2007            | Jag Vet Att Du Vill Ha Mig | -     |
| Mars 2008                | Bambi                      | -     |
| Mars 2009                | Another One                | -     |
| Mars 2009                | Unbelievable               | -     |
| Februari 2010            | Burn It To The Ground      | -     |
| Februari 2010            | La Perla                   | -     |
| Mars 2011                | Timeless                   | -     |
| Juli 2012                | Vadodora                   | -     |
| April 2015               | Patriots                   | -     |
| Augusti 2023             | Gör Skåne Danskt Igen      |       |

### Album
| Bambi 2011                                              |
| ------------------------------------------------------- |
| Bambi 2011                                              |
| Bambi 2011 (Chris Delay & Junior Remix - Radio Edit)    |
| Bambi 2011 (Chris Delay & Junior Remix - Extended Edit) |
| Bambi 2011 (Toby & Pino Remix)                          |
| Bambi 2011 (Mabiro Remix)                               |